# Sampsa Astala
Sampsa Astala (Urjala, Finska, 23. siječnja 1974.) bio je bubnjar u finskom sastavu Lordi. Poznatiji je pod nadimkom Kita.